# Osnovna šola Trnovo
Osnovna šola Trnovo se nahaja v Trnovem v Ljubljani. Ravnateljica je mag. Đulijana Juričič.
Prvotna šola je bila zgrajena po odloku Marije Terezije v letu 1788. Ko je šola začela delovati, jo je sprva obiskovalo 110 učencev. Skoraj 200 let kasneje so šolo prenovili, takšna, kot jo poznamo danes, je bila dokončana leta 1962. 
Šola razpolaga s sledečimi prostori: učilnice, knjižnica, jedilnica, 2 telovadnici (mala in velika), zunanje nogometno, košarkaško in rokometno igrišče.
Na šoli se vsako leto organizirajo prireditve za druženje učencev in staršev:
- Dan odprtih vrat
- Prednovoletni bazar oz. Prednovoletni vrvež
- Teleolimpiada
- Degustacija prehrane